# Бабакин, Георгий Николаевич
Гео́ргий Никола́евич Баба́кин (31 октября (13 ноября) 1914 — 3 августа 1971) — советский инженер-конструктор, работавший в космической программе СССР. Главный конструктор Конструкторского Бюро им. Лавочкина (1965—1971).
Член-корреспондент  Академии наук СССР (c 24.11.1970). Доктор технических наук (1968). Герой Социалистического Труда (1970). Лауреат Ленинской премии (1966).

## Биография
Начал свою карьеру с радиотехники, стартовав с рабочих позиций в Московской телефонной компании в 1930 году, работая в городской радиосети.
С 1943 по 1949 годы работал над радиолокационными системами ориентации в Институте автоматики (Институт автоматики при ВСНИТО), где он был заведующим лабораторией, затем начальником КБ и главным конструктором.
Участвовал в советской ракетной программе с 1949 года, работая в отделе Бориса Чертока в НИИ-88 с системами «земля-воздух» и системами наведения. В 1952 году с группой коллег был переведён в конструкторское бюро С. А. Лавочкина для работы над межконтинентальной крылатой ракетой «Буря» и зенитно-ракетным комплексом В-300.
В 1960 году С. А. Лавочкин умер во время испытания ракеты на полигоне (в буквальном смысле на руках Бабакина), и бюро вошло в структуру предприятий, возглавляемых Владимиром Челомеем. Компания вновь обрела независимость в 1965 году с Бабакиным в качестве главного конструктора. С. П. Королёв передал ему работы по беспилотным лунным и планетным зондам.
Обновлённое НПО имени С. А. Лавочкина (Химки, Московская область) под руководством Бабакина работало над совершенствованием техники, систем тестирования и управления, добившись целого ряда успехов там, где у КБ Королёва не получилось — первая мягкая посадка на Луну аппарата Луна-9, первый в мире планетоход Луноход-1, первый зонд Венера-4 в атмосфере Венеры.
Умер от сердечного приступа, вскоре после завершения разработки и запуска космических аппаратов Марс-2 и Марс-3. 
Его бюро продолжает серию впечатляющих успехов: первый и второй Луноходы, посадка на Венеру и возвращение образцов лунной породы, собранных роботами. Научно-испытательный центр в НПО Лавочкина назван именем Бабакина, фирма продолжает разрабатывать и строить автоматические космические станции.

## Награды
- Герой Социалистического Труда (1970).
- Ленинская премия (1966).
- орден Ленина (1970)
- орден Трудового Красного Знамени (1956)[3]
- медали
- медаль Национального Центра космических исследований Франции.

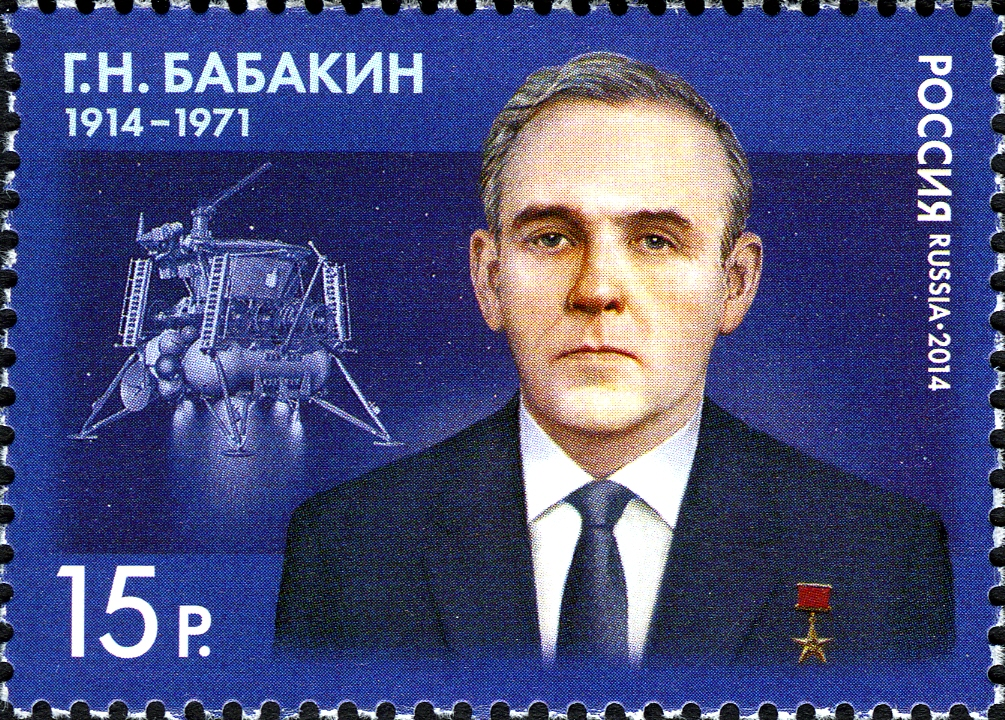
Георгий Бабакин и «Луна-17» на марке России 2014 года

## Память

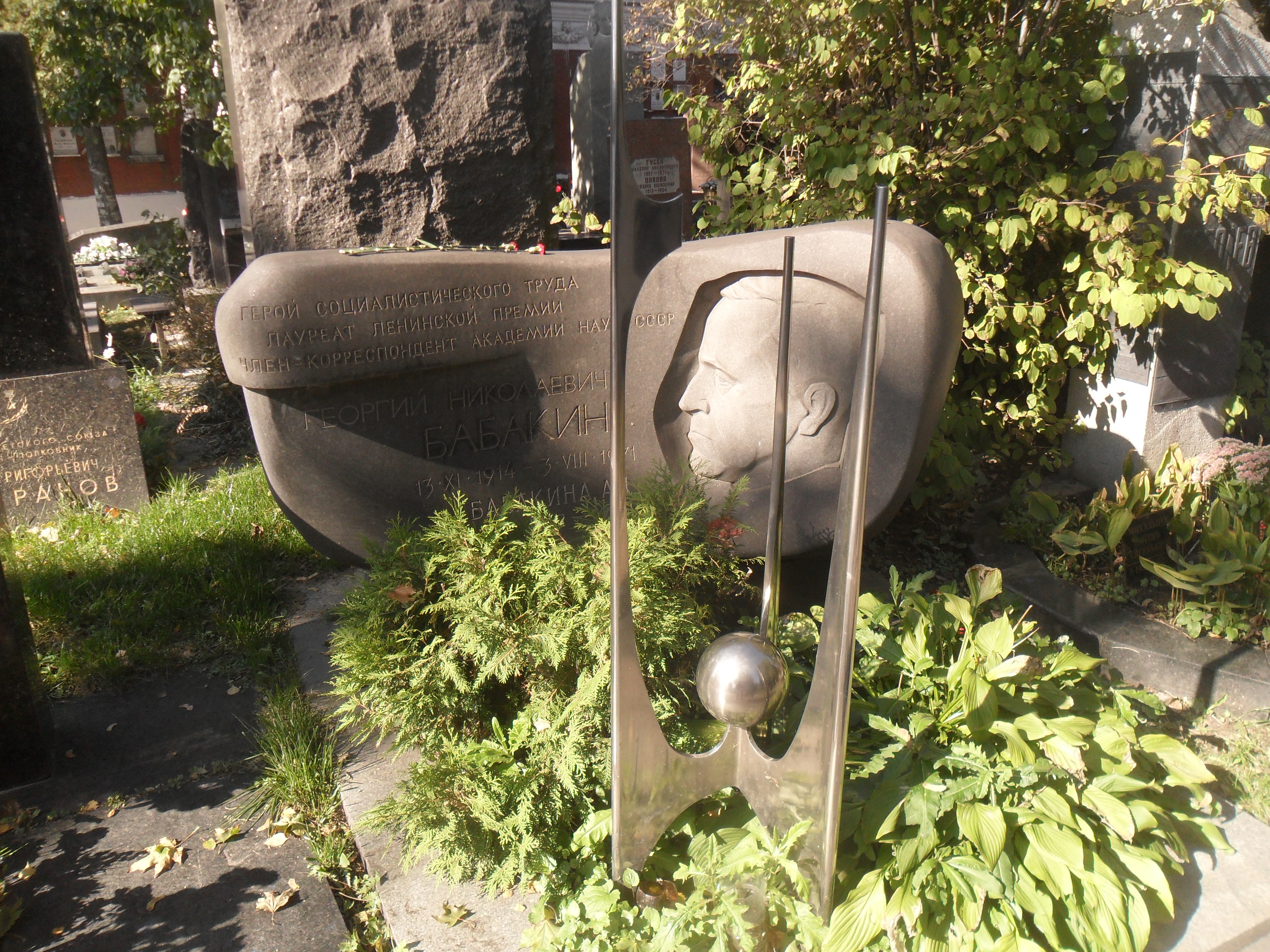
Могила Г. Н. Бабакина на Новодевичьем кладбище Москвы

- В честь Бабакина были названы кратер на Луне[4] и на Марсе[5].
- Именем Бабакина названа улица в городе Химки[6].
- Медаль имени Г. Н. Бабакина учреждена Федерацией космонавтики России 6 декабря 1996 г.[7]
- В филиале РГАНТД хранятся заявочные материалы на изобретения Г. Н. Бабакина (фонд Р-1).